# Vierde Internationale

Het logo

De Vierde Internationale was een politieke internationale, gesticht door Lev Trotski en zijn aanhangers in 1938, na zijn verbanning uit de Sovjet-Unie en de Komintern (ook wel Derde Internationale). Tegelijk met het wereldcongres in Genève verscheen het tijdschrift La quatrième Internationale. 
Door de geschiedenis van de Vierde Internationale heen werd ze dikwijls door NKVD-agenten vervolgd en was ze onderhangig aan politieke repressie door bijvoorbeeld Frankrijk, de Verenigde Staten en aanhangers van de Sovjet-Unie. Onder deze omstandigheden en het hardhandige optreden tijdens de Tweede Wereldoorlog had de Vierde Internationale er moeite mee om de interne banden te onderhouden. Arbeidersopstanden in de wereld werden menigmaal door de Sovjet-Unie en haar pro-stalinistische partijen of door militante nationalistische groeperingen beïnvloed en gesteund. Hierdoor kregen de trotskisten en de Vierde Internationale klappen te verduren, en hebben zij weinig invloed weten te verkrijgen. 
Desondanks zijn wereldwijd en met name in Latijns-Amerika, Europa en Azië, nog trotskistische groepen aanwezig, getrokken door het anti-stalinisme en de steun aan het proletarisch internationalisme. Tegenwoordig bestaan er enkele tientallen grotere en kleinere trotskistische koepelorganisaties die zichzelf als opvolger van de oorspronkelijke Vierde Internationale beschouwen. De huidige Vierde Internationale bestaat niet meer als één enkele entiteit, zoals haar voorgangers dat wel deden.
Vanuit haar trotskistische gedachtegoed beschouwde de Vierde Internationale haar eigen ideeën als verder gevorderd en zodoende beter dan die van de Derde Internationale. Ze beschouwde de Komintern als een ontaarde arbeidersvereniging. Echter streefde de Vierde Internationale er niet actief naar om haar uit te wissen. 
In 1940 onderging de Internationale een splitsing, gevolgd door een tweede congres in april 1948 te Parijs. Na het derde wereldcongres in 1951 kwam er een grote scheuring in 1953, waarna een vierde congres in 1954 volgde. Hoewel de van elkaar afgescheurde facties zich deels herenigden in 1963, heeft de internationale zich nooit volledig weten te herstellen als één enkele grensoverbruggende groep. Trotskisten hebben meerdere wereldwijde Internationales gesticht, waarbij er discussie bestaat over welke Internationale het erfgoed van de oorspronkelijke verenigde Vierde Internationale het beste vertegenwoordigt.
| Koepel                                                | België                                       | Nederland                            |
| ----------------------------------------------------- | -------------------------------------------- | ------------------------------------ |
| United Secretariat of the Fourth International (USFI) | Stroming voor een Antikapitalistisch Project | Socialistische Alternatieve Politiek |
| International Socialist Alternative (ISA)             | Linkse Socialistische Partij                 | Socialistisch Alternatief            |
| International Marxist Tendency (IMT)                  | Vonk (Unité Socialiste in het Frans)         | Revolutie                            |
| International Socialist Tendency (IST)                |                                              | Internationale Socialisten           |